# 富田升
富田 升（とみた ます）は、日本の歴史学者、作家。現職は日本東北大学教授、中華人民共和国文化部恭王府管理中心特邀研究員。専攻は中日文化交流史。

## 著書
- 『近代日本の中国芸術品流転と鑒賞』. 上海市: 上海古籍出版社. (2005-04-01). ISBN 9787532539444
- 『流転清朝秘宝』. 日本: 日本放送出版協会. ISBN 9784140807002

## 論文
- “『李大釗在日本留学時代の事跡と背景』”. 『斉魯学刊』 第2期. (1985). ISSN 1001-022X.